# جون باتريك (لاعب كرة قدم أمريكية)
جون باتريك (بالإنجليزية: John Patrick)‏ هو لاعب كرة قدم أمريكية أمريكي، ولد في 16 يناير 1919 في سنترال في الولايات المتحدة، وتوفي في 29 أبريل 2000 في جونستاون في الولايات المتحدة.

## وصلات خارجية
- جون باتريك على موقع مرجع كرة القدم المحترفة.كوم (الإنجليزية)